# Protolampra
Protolampra is een geslacht van vlinders van de familie uilen (Noctuidae), uit de onderfamilie Noctuinae.

## Soorten
- P. brunneicollis Grote, 1864
- P. rufipectus Morris, 1874
- P. sobrina

Moerasheide-aarduil (Duponchel, 1843)